# Scomberomorus sinensis

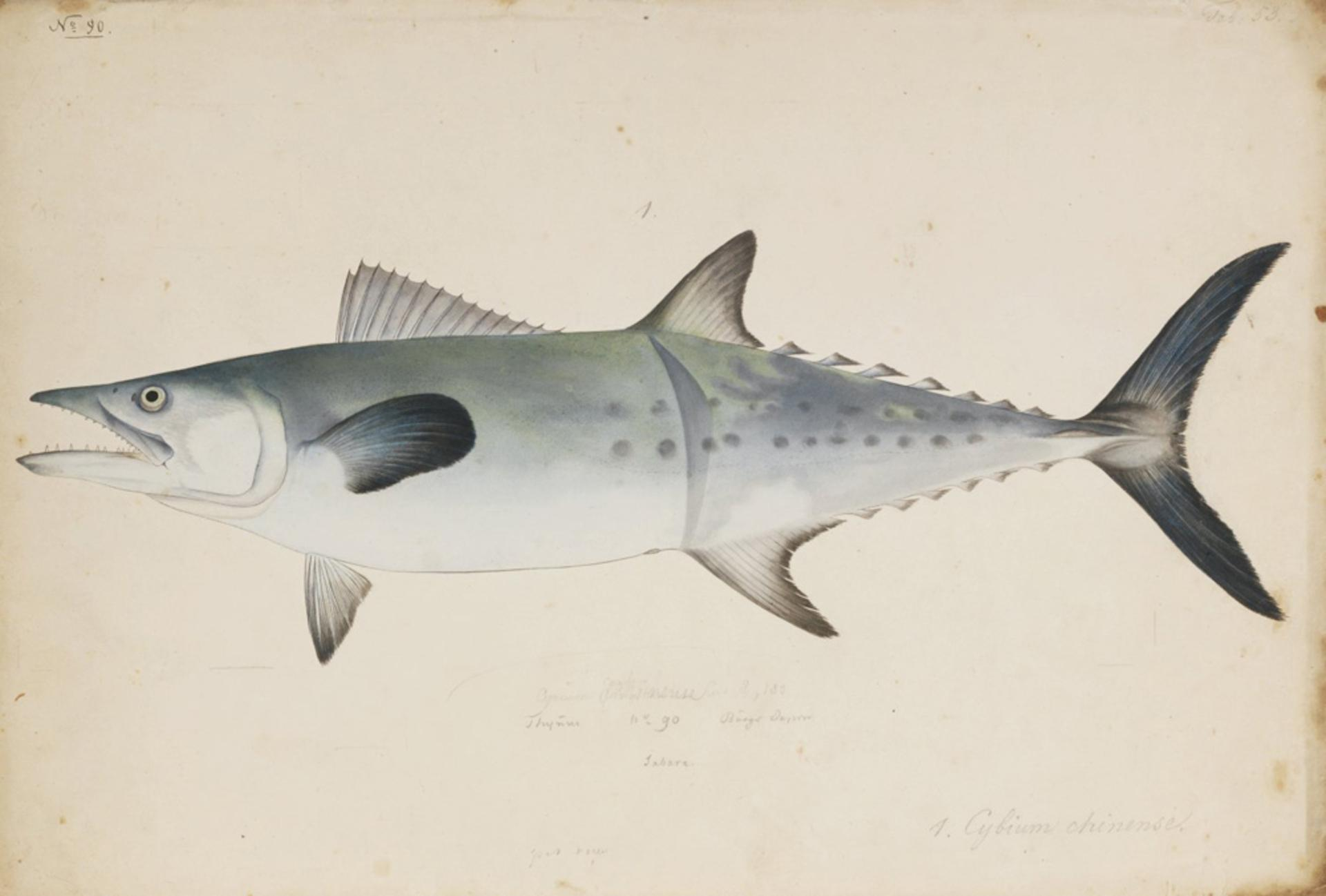
Scomberomorus sinensis, Illustration

Scomberomorus sinensis ist ein mariner Raubfisch und die größte Art der Gattung Scomberomorus. Sowohl als Sportfisch als auch in der kommerziellen Fischerei ist er, besonders in Ostasien, bedeutend.

## Beschreibung
Die erste Rückenflosse besteht aus 15 bis 17 Hartstrahlen, die zweite Rückenflosse aus der gleichen Anzahl Weichstrahlen. Die Afterflosse hat 16 bis 19 Weichstrahlen. Oberseits des Schwanzstieles befinden sich sechs bis sieben, unterseits fünf bis sieben Flössel. Die Schwanzflosse ist groß und tief gespalten. Besonderheiten sind die relativ niedrige erste Rückenflosse und die großen, stark abgerundeten Brustflossen, sowie die recht geringe Anzahl an Flösseln. Mit einer Maximallänge von 247 cm ist Scomberomorus sinensis die größte Scomberomorus-Art. Das Maul hat einen etwas verlängerten, an der Spitze leicht nach oben gebogenen Unterkiefer. Die Seitenlinie verläuft zunächst oberhalb der Körpermitte, fällt hinter den Brustflossen aber deutlich unter die Körpermitte ab und verläuft dort bis zum Schwanzflossenansatz weiter. Eine Schwimmblase ist nicht vorhanden.

## Verbreitung, Lebensraum und Biologie
Das Verbreitungsgebiet dieses Fisches erstreckt sich über den westpazifischen Schelf von Japan bis zur Küste Kambodschas. Eine ausgesprochene Besonderheit ist der gelegentliche Aufstieg im Mekong bis etwa 300 Kilometer Flussaufwärts, also die Fähigkeit längere Zeit im Süßwasser zu verbleiben. Diese Wanderungen haben wahrscheinlich den Nahrungserwerb zum Ziel. Über die Biologie von Scomberomorus sinensis ist nur sehr wenig bekannt. Es handelt sich wohl um einen pelagischen Raubfisch, der sich vorwiegend von kleineren Fischen ernährt.